# Trinidad (statek)
Trinidad – karawela z XVI wieku, jednostka flagowa Magellana, jedna z pięciu, która uczestniczyła w jego rozpoczętej 1519 r. wyprawie dookoła świata i jeden z trzech okrętów, które po odkryciu cieśniny Magellana przepłynęły Pacyfik. Po śmierci Magellana statek pod dowództwem Gonzalo Gomeza de Espinosa podjął próbę powrotu w 1522 r. Wyprawy nie ukończył, rozbił się na jednej z wysp należących do archipelagu Moluków po schwytaniu przez Portugalczyków.
Statek miał tonaż 100 albo 110 tunów (205 ton wyporności). Załoga liczyła 61 osób, tylko cztery wróciły z wyprawy do Europy, a trzy do Hiszpanii.

## Historia statku

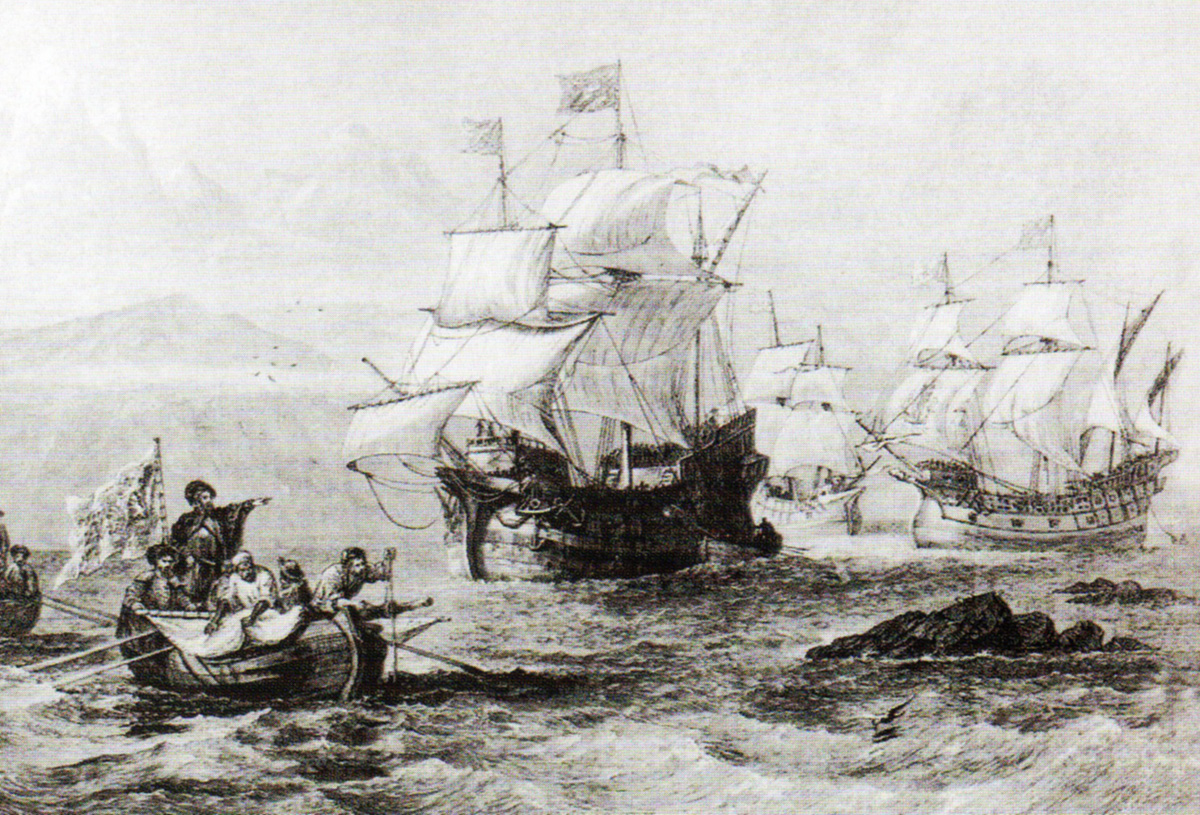
W Cieśninie Magellana

### Wyprawa dookoła świata
Statek nosił pierwotnie nazwę „Santa Catalina de Siena”. Został przejęty przez królewską agencję „Casa de la Contratación” na potrzeby wyprawy Magellana we wrześniu 1518 roku i przemianowany na „Trinidad” (Trójca). Cena zakupu wynosiła 270 000 maravedów (720 dukatów). Nieznana jest wcześniejsza historia statku, podobnie jak i pozostałych statków Magellana z wyjątkiem „Victorii”. Statki były w większości stare, małe, ale w dobrym stanie. Mierzący 23,46 metrów długości  „Trinidad”, choć nie największy z nich, był jednak najbardziej zdatnym do żeglugi i najbardziej odpowiednim do tego, aby stać się statkiem flagowym. Jego załoga liczyła 61 osób. Na pokładzie statku zaokrętowano między innymi sługę Magellana Enrique z Malakki, kartografa Estebana Gómeza, kronikarza Antonia Pigafettę, Ginesa de Mafrę późniejszego odkrywcę i podróżnika oraz Gonzala Espinosę .
„Trinidad”, wraz z pozostałymi statkami flotylli, opuścił port w Sewilli 10 sierpnia 1519 roku. Flotylla przybyła do Sanlúcar de Barrameda, gdzie zatrzymała się na pięć tygodni. 20 września opuściła Hiszpanię. „Trinidad”, jako statek flagowy, płynął odtąd na czele wyprawy. Każdy statek musiał zbliżyć się do flagowego przed zapadnięciem zmroku, a następnie podążać za światłami zapalonymi na jego rufie. Okręt flagowy przy pomocy świateł sygnalizował, kiedy pozostałe statki mają zbliżać się lub płynąć. Każdy statek, z którego zauważono ląd, miał strzelać z armaty; co noc na każdym statku ustawiano trzech obserwatorów. 
26 września flotylla zatrzymała się na Wyspach Kanaryjskich celem uzupełnienia zapasów. 13 grudnia stanęła na kotwicy w pobliżu dzisiejszego Rio de Janeiro, gdzie ponownie uzupełniono zapasy. Następnie pożeglowano wzdłuż wybrzeża Ameryki Południowej, zatrzymując się 8 stycznia 1520 roku przy Río de la Plata. Gdy wyprawa szukała przejścia na morza leżące po drugiej stronie lądu amerykańskiego, u wybrzeży Argentyny została zaskoczona nadejściem zimy. Zimę odkrywcy spędzili w Patagonii. 
Dalsza podróż została podjęta dopiero 24 sierpnia. 28 listopada 1520 roku trzy statki wypłynęły na południowy Pacyfik. Dwa statki: „Santiago” i „San Antonio” zostały w międzyczasie utracone. Od tej chwili największym statkiem był „Trinidad”. Magellan nazwał te wody „Mar Pacifico” (Morze Spokojne) z racji jego spokojnych przez cały pierwszy etap podróży wód. 15 marca 1521 roku żeglarzom ukazały się góry wyspy Samar (wschodnia część archipelagu filipińskiego). Magellan nie widział nigdzie dogodnego miejsca do przybicia, zmienił kurs na południe. 18 marca osiągnięto wyspę Homodon i zatrzymano się tu na cały tydzień. 7 kwietnia 1521 roku żeglarze dotarli do wyspy Cebu, gdzie Magellan zarządził dłuższy postój.

### Wyprawa powrotna
27 kwietnia, po śmierci Magellana kapitanem nad całą flotyllą został Duarte Barbosa, szwagier Magellana. Cieszył się on tą godnością zaledwie trzy dni. Zginął podczas masakry 1 maja 1521 roku. Następnym kapitanem został João Carvalho. Pozostałe przy życiu załogi statków były zbyt nieliczne, aby obsadzić wszystkie trzy statki, dlatego podjęto decyzję spalenia statku „Concepcion” i odtąd tylko dwa statki kontynuowały podróż: „Victoria” i „Trinidad”. Oba, 8 listopada 1521 roku, dotarły do wyspy Tidore, w archipelagu Moluków, gdzie spędzono miesiąc na uzupełnianiu zapasów żywności. W połowie grudnia, oba statki próbowały odpłynąć, ale oderwana kotwica spowodowała poważne uszkodzenia w statku „Trinidad” i ten zaczął przeciekać. Obawiano się, że gdyby całą załogę „Trinidad” zabrano na „Victorię”, to wszyscy umrą z głodu, zanim zdołają dotrzeć do Hiszpanii. Uzgodniono więc, że tylko „Victoria” odpłynie do Hiszpanii, natomiast „Trinidad” zostanie do czasu ukończenia wymaganych napraw.
6 kwietnia 1522 roku, gdy „Trinidad” został naprawiony, opuścił wyspę Tidore z ładunkiem 50 tunów goździków i załogą liczącą 54 marynarzy. Dowódcą został Gonzalo Gomez de Espinosa. Według Bergreena był to "dobry żołnierz, ale kiepski żeglarz". Obrał kurs w kierunku Panamy. W sierpniu „Trinidad” zawinął do jednej z wysp archipelagu Marianów, gdzie trzech mężczyzn zdezerterowało (Gonzalo de Vigo, Martín Genovés, Alonso Gonzáles), następnie statek skierował się na północny wschód i osiągnął 43° długości geograficznej północnej. Wciąż wiały przeciwne wiatry, członkowie załogi ciężko chorowali, prowiant zaczął się kończyć, a w dodatku statek napotkał silny sztorm i uległ poważnemu uszkodzeniu (m.in. złamał się główny maszt). W tej sytuacji po pięciu miesiącach od wypłynięcia z Tidore dowódca kazał zawrócić i w dwa miesiące później statek rzucił kotwicę u brzegów wyspy Dui na północ od Halmahery w archipelagu Moluków. Załoga liczyła już tylko dwadzieścia osób, gdyż większość zmarła na szkorbut lub inne choroby.

### Utrata statku
W maju 1522 roku flota siedmiu portugalskich statków pod dowództwem Antonia de Brita dotarła do Tidory w celu aresztowania floty Magellana. Gdy Espinosa dowiedział się, że Portugalczycy są na Tidore, w desperacji wysłał posłańca z listem do portugalskiego dowódcy, prosząc go o pomoc, ale nie doczekał się odpowiedzi. Uszkodzony „Trinidad” z trudem popłynął do Benaconora na Halmaherze, gdzie został przejęty przez statki portugalskie, a załoga wzięta do niewoli. W Benaconora mocno uszkodzony statek i załogę bliską śmierci znalazł Antonio de Brito. „Trinidad” został przyholowany na Ternate, gdzie stanął na kotwicy. Ze statku zabrano wszystkie dokumenty, dzienniki okrętowe, żagle, liny i cenniejszy sprzęt, rozpoczęto też rozładunek goździków. Zerwał się silny szkwał, statek uderzył w brzeg i przełamał się. Szczątki statku zostały wykorzystane przez Portugalczyków do budowy fortu i napraw własnych statków. Powodem przechwycenia statku i aresztowania Hiszpanów było naruszenie ustaleń traktatu z Tordesillas.

## Dalsze losy ocalałych uczestników wyprawy
Tylko cztery osoby z załogi „Trinidad” wróciły do Europy. Juan Rodríguez uciekł na portugalskim statku. Komandor Espinosa, Ginés de Mafra, żeglarz i kronikarz wyprawy oraz norweski artylerzysta Hans Vargue przed wysłaniem do Lizbony spędzili dwa lata na robotach przymusowych, a kolejne lata spędzili w portugalskim więzieniu. Vargue zmarł w portugalskim więzieniu. W 1527 roku Espinoza i de Mafra zostali zwolnieni z więzienia. Karol V przyznał Espinozie tytuł szlachecki. Ponadto Gonzalo de Vigo, jeden z trzech który zdezerterował ze statku we sierpniu 1522 roku, został zabrany z Guam 5 września 1526 roku przez ekspedycję Loaísa, której celem była kolonizacja Wysp Korzennych. Dołączył do ekspedycji i pełnił w niej rolę tłumacza. Nie wiadomo, czy powrócił na Półwysep Iberyjski .

## Relacje uczestników

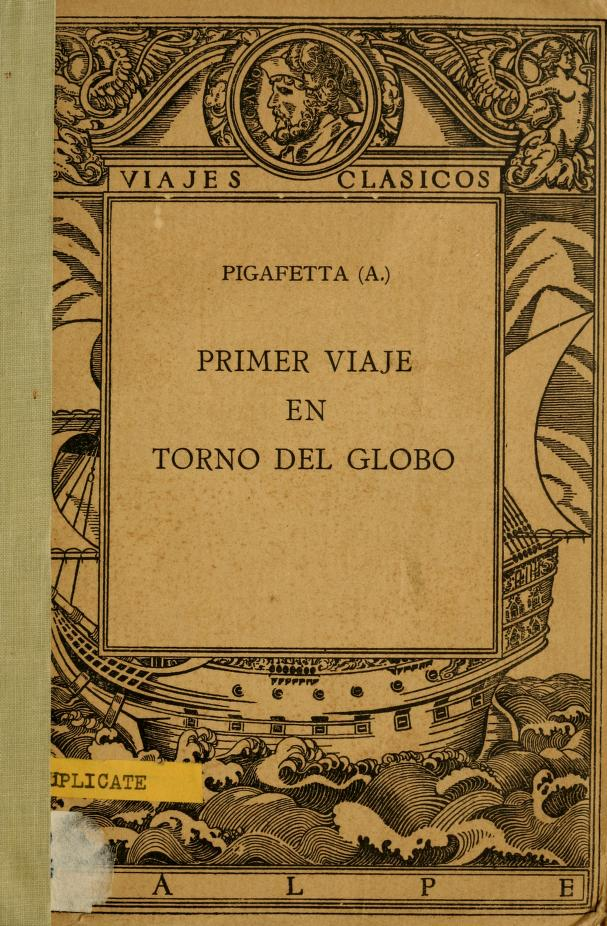
Wydanie kroniki Pigafetty z roku 1922.

Spośród zachowanych relacji z podróży najważniejszą jest kronika Pigafetty, opisuje podróż od sierpnia 1519 roku do września 1522 roku. Kronika została opublikowana w 1525 roku w Paryżu. Pigafetta sporządził także mapy, są jednak niedokładne. Ponadto zachowały się trzy inne relacje. Ginés de Mafra, marynarz, napisał częściową relację z podróży, podobnie jak galicyjski pilot Francisco Albo. Nie jest jasne, kto jest prawdziwym autorem trzeciej relacji, znanej jako „Roteiro”. Autorstwo przypisuje się „pilotowi z Genovese”. Należą one do nielicznych relacji wyprawy Magellana sporządzonych przez jej uczestników. Pomiędzy relacjami zachodzą czasem różnice co do dat, a przesunięcie wynosi jeden dzień.

## Replika statku
W 2018 roku wykonano replikę statku. Budowa trwała 14 miesięcy. Statek waży 200 ton, ma 95 stóp długości i 26 stóp szerokości, pięć pokładów, cztery maszty i pięć żagli. Pełni on rolę pływającego muzeum hiszpańskiej historii morskiej.

## Lista kapitanów
- Ferdynand Magellan
- Duarte Barbosa
- João Carvalho
- Gonzalo Gomez de Espinosa[2]